# Tách

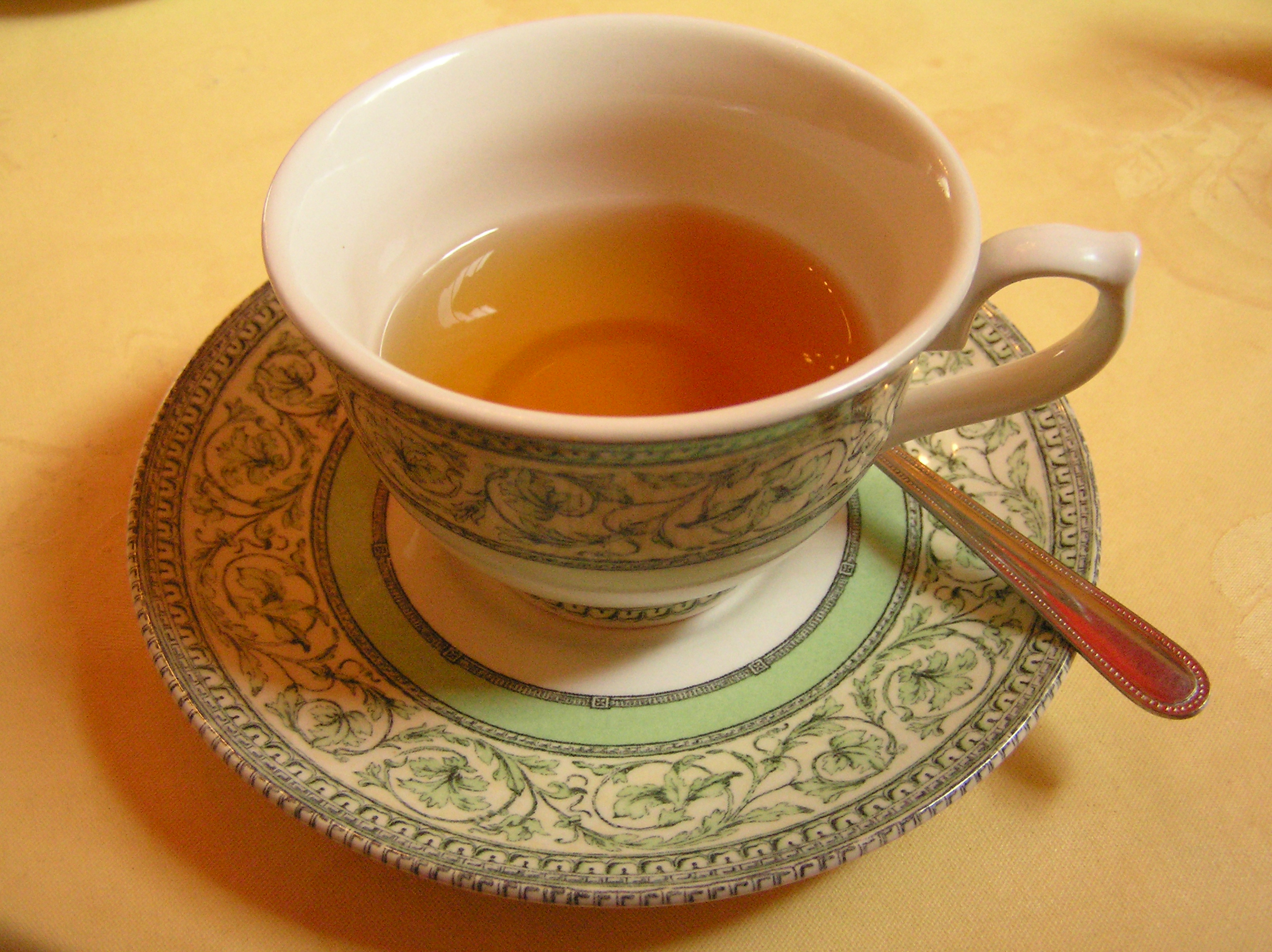
Tách nước trà

Tách (phiên âm từ tiếng Pháp: tasse) là vật dụng ẩm thực dùng để uống chất lỏng nóng như trà, cà phê... Khác với những ly chén khác, tách phải có quai để người dùng có thể nhón ngón tay cầm mà không bị bỏng. Tách thường có chiều sâu khá nông để thức uống mau nguội, dễ uống hơn. Hơn nữa khi dùng trà người uống muốn thưởng thức màu nước, đậm nhạt tùy ý nên chén quá sâu sẽ không thấy đáy mà nhận thức được thức uống.
Nguyên thủy cách thức uống nước chè nóng xuất phát từ Đông phương dùng chén nhỏ (trà oản). Khi kiểu thức dùng trà du nhập Âu châu thì vẫn dùng chén nhỏ không quai. Đến đầu thế kỷ 18 cái tách (chén có quai) mới bắt đầu xuất hiện vì giới quý tộc Anh vốn cho cách uống bằng chén như phương Đông là thô lỗ. Người Anh cũng thích pha sữa và thêm đường vào trà nên khi hãm trà thì phải dùng nhiệt độ thật nóng. Bằng cách thêm quai vào chén, người uống có thể nhắp nước khi nóng hổi chứ không phải đợi nguội.
Danh từ "tách" cũng theo văn hóa Âu châu du nhập Việt Nam vào thế kỷ 19 thời Pháp thuộc nên tiếng Việt mượn tasse qua ngả tiếng Pháp mặc dù người Việt đã dùng nước trà ngót 2000 năm rồi.

## Phim
- Nhân vật "Chip" (do Bradley Michael Pierce lồng tiếng) trong hoạt hình "Beauty and the beast" (1991)
- Nhân vật "Bé Tách" (do Hoàng Trinh đóng) trong kịch "Ngày xửa ngày xưa 6: Người đẹp và quái vật" (2003)
- Nhân vật "Mrs. Potts" (do Nathan Mack đóng) trong phim điện ảnh "Beauty and the beast" (2017)